# Seeheim-Jugenheim
Seeheim-Jugenheim är en tysk kommun (Gemeinde) i distriktet Darmstadt-Dieburg i förbundslandet Hessen. Orten har cirka 17 000 invånare.
Orten ligger cirka 40 km söder om Frankfurt am Main och 12 km söder om Darmstadt. Öster om orten höjer sig bergstrakten Odenwald. I nordöstra delen av orten ligger slottet Seeheim som uppfördes på uppdrag av storhertig Ludvig II av Hessen-Darmstadt. Nära ortsdelen Jugenheim ligger slottet Heiligenberg som var säte för adelssläkten Battenberg. Byggnaden ägs sedan 1930-talet av landet Hessen och förvaltas sedan 2008 av en stiftelse. Borgen Tannenberg öster om orten påbörjades 1210. Riddarna på borgen var efter 1379 beryktade för röveri. Regionens städer upptog striden och efter en belägring 1399 lades borgen i ruiner.

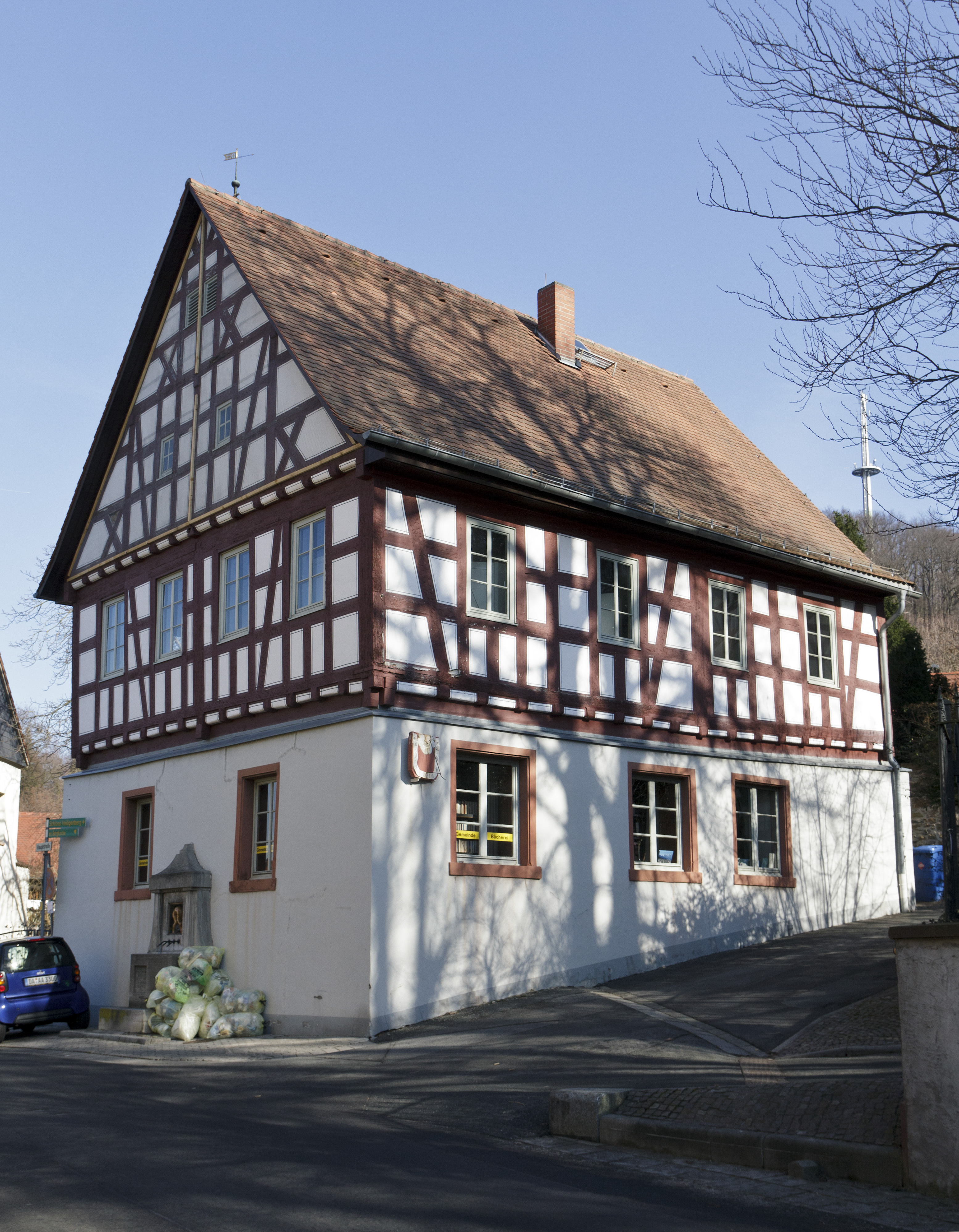
Det gamla rådhuset i Jugenheim.
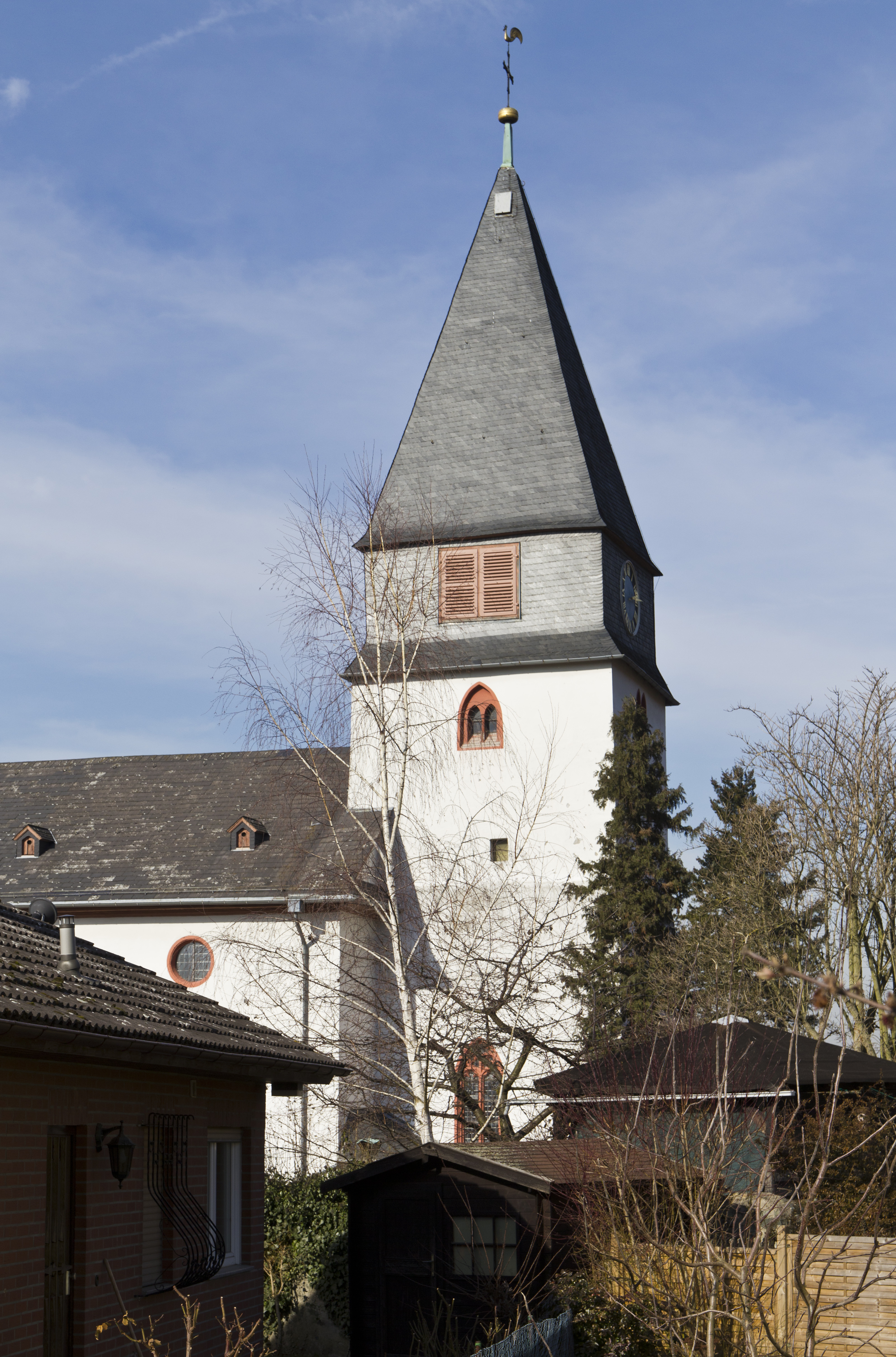
En av ortens tre kyrkor.
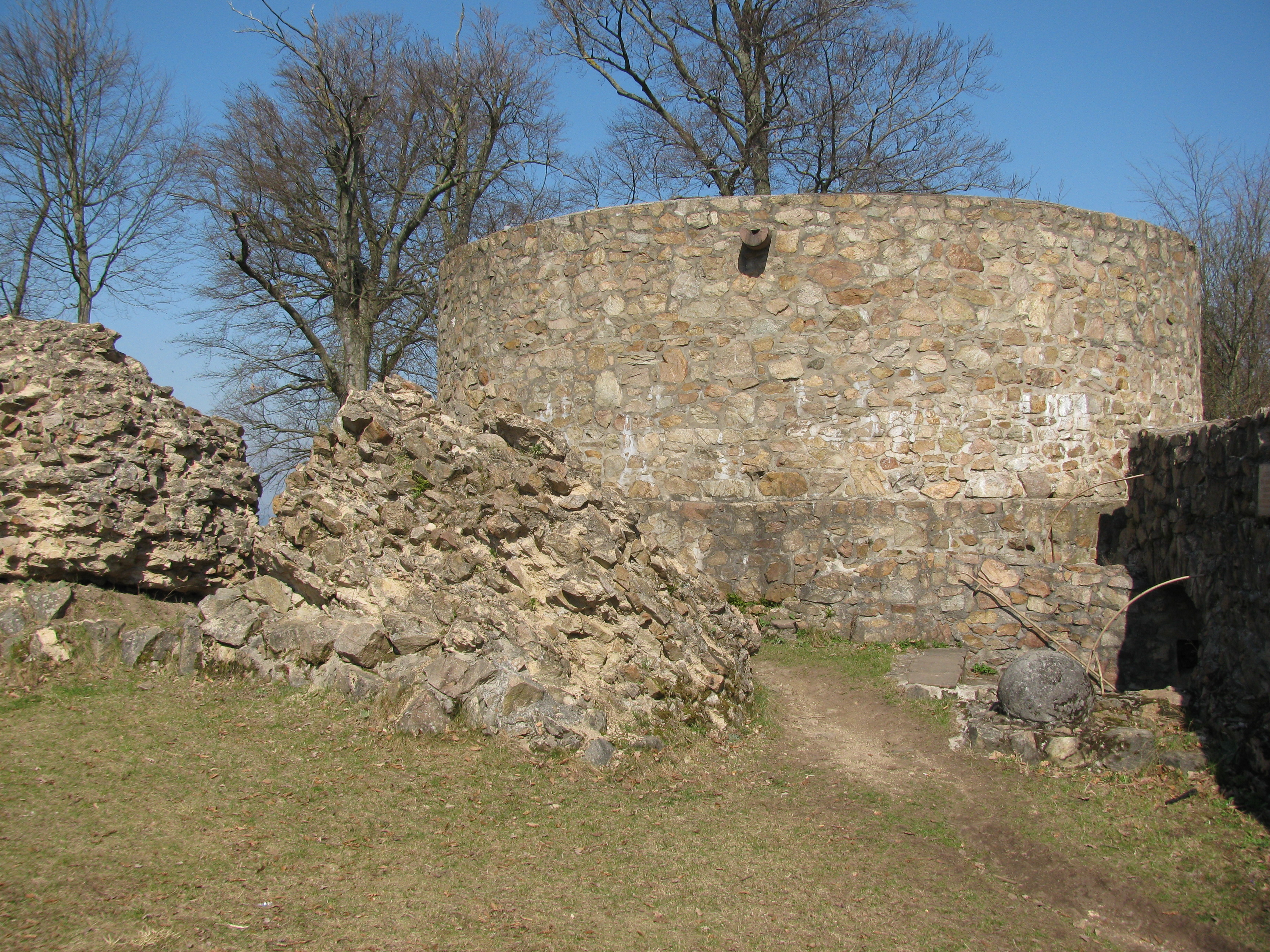
Borgruin Tannenberg.